# Phyllodytes magnus
Phyllodytes magnus — вид жаб родини райкових (Hylidae). Описаний у 2020 році.

## Поширення
Ендемік Бразилії. Поширений в узбережному атлантичному лісі у штаті Баїя на сході країни.

## Опис
Жаба середнього розміру, завдовжки 36-41 мм. Верхня частина рівномірно світло-жовта, нижня блідо-бежева.